# 遠東航空116號班機事故
遠東航空116號班機是由高雄國際機場飛往臺北松山機場的班機。1993年10月25日，一架遠東航空的MD-82型飛機執行此航班任務時，由於左發動故障而需折返，迫降時衝出跑道跌入水溝、擦撞機場圍牆，雖無人喪生，但機體已無法修復。

## 飛機基本資料
- 飛機機型：MD-82
- 製造序號（msn）：53065/1925
- 機身編號：B-28003
- 出廠年：1991年

## 概要
B-28003飛機，執行FE116號航班的飛行任務，從高雄國際機場飛往台北松山機場，於上午11時8分起飛。起飛3分鐘後，機長聽到「砰砰」2聲巨響，發動機外殼掉落於小港區高松路上，機艙內亦冒出大量濃煙，故決定立刻返回高雄國際機場。但由於迫降時飛機速度過快，飛機衝出跑道，起落架斷裂，飛機機鼻著地與地面摩擦發出巨響並冒出大量黑煙，機長將飛機偏轉90度將動量全部轉移給機場東側之圍牆以停止前進，並減緩衝擊力道，才免於繼續直行危及小港區高松里民宅。否則以當時飛機滿載油料的狀況，後果不堪設想。

## 事故原因
左發動機葉片突然斷裂，導致事故。

## 事故後續
一、由於B-2603及B-28003相繼失事，從此遠東航空決定未來所有機身編號將永遠跳過字尾03號。由於遠東航空原無偶數字尾，而字尾9號又已因2次失事而被跳過，從此遠東航空機身編號可用的字尾尚有1、3(13以上)、5、7。
二、高雄國際機場於飛機拖離事故現場後，將毀損之圍牆修繕成新圍牆。
三、事故發生後，小港區居民表示希望高雄國際機場遷建，以維居住安全。

## 事故附近之政府機關、學校
一、本事故附近之政府機關為高雄市政府警察局小港分局、高雄市政府消防局小港分隊、內政部警政署航空警察局高雄分局 （页面存档备份，存于）、高雄市政府警察局小港分局高松派出所、中華郵政高松郵局 （页面存档备份，存于）。特別的是，緊鄰飛機事故附近100公尺內，為中國石油（後更名為台灣中油）經營之加油站（位於小港區高松里高鳳路）。
　二、附近之學校為高雄市立太平國小*、高雄市小港區坪頂國民小學、高雄市小港區青山國小、高雄市立明義國民中學、高雄市立中山國民中學、高雄市立小港高級中學、高雄市私立高鳳工業家事職業學校，與正值籌劃期間之國立高雄餐旅大學。
　三、本事故因上列之地緣關係、飛機擦撞之圍牆地點隸屬小港區高松里，故也稱為「高松事故」。

## 外部連結
- Aviation Safety Net （页面存档备份，存于） 事故資料